# پیکو هومبولت
پیکو هومبولت (به اسپانیایی: Pico Humboldt) یک کوه در ونزوئلا است که در مریدا واقع شده‌است. پیکو هومبولت ۴٬۹۴۰ متر بالاتر از سطح دریا واقع شده‌است.